# ۱۳۷۰ (قمری)
۱۳۷۰ (قمری)، هزار و سیصد و هفتادمین سال در گاهشماری هجری قمری است. اول محرم این سال برابر با سیزدهم اکتبر سال ۱۹۵۰ میلادی است.

## درگذشتگان
رحلت آیة الله حاج سید محمد صادق طهرانی ره والد معظم سید الطایفتین آیة الله حاج سید محمد حسین حسینی طهرانی قدس الله سره در دو ساعت از آفتاب آمده روز دوشنبه ١۶ صفر الخير سنهٔ ١٣٧٠ ه.ق.
مطلع انوار، ج١، ص٩٩:
```
«مرحوم پدر، آیة الله حاج سید محمد صادق حسینی طهرانی در روز دوشنبه ١۶ صفر الخير مقارن طلوع آفتاب سنهٔ یک هزار و سیصد و هفتاد هجریّه قمریّه در طهران وفات کردند، و جنازه ایشان را به قم حمل و در محل معروف به بالا سر خانم معصومه سلام الله علیها در قسمت جنوب شرقی قبر مرحوم آیة الله حاج شیخ عبدالکریم حائری دفن کردند، و بعداً در قسمت شمالی قبر والد ما بدون هیچ فاصله علامه حاج سید محمد حسین طباطبائی را دفن کردند به طوری که این دو قبر به یکدیگر متصل است.
```

## وابسته
- سید احمد خوانساری